# Хроника Тевтонского ордена
Хроника Тевтонского ордена (ср.-нижн.-нем. Cronike van der Duytscher Oirden — Хроника Тевтонского ордена, ср.-нижн.-нем. Jüngere Hochmeisterchronik — Хроника гроссмейстеров)— составленная во 2-й пол. XV в. на средненижненемецком языке официальная история Тевтонского ордена. Охватывает события до 1467 г. В «Хронику» включены также разделы, излагающие историю ливонской ветви ордена. Главным источником для этих разделов до 1290 г. служила «Старшая ливонская Рифмованная хроника». Компилятор орденской хроники пересказывает, иногда очень сокращенно, её содержание прозой.

## Переводы на русский язык
- Хроника Тевтонского ордена / пер. В. В. Бегунова, И. Э. Клейненберг, И. П. Шаскольского // Труды комплексной экспедиции по уточнению места Ледового побоища. — М.: Восточная литература, 1966. — С. 234—236.